# JESSE
Jesse McFaddin（ジェシー、本名：マック・ファーディン・ジェシー・ソラト (Jesse McFaddin), 1980年8月11日 - ）は、日本のロックバンドRIZE、The BONEZのボーカリスト、MCおよびギタリストである。
東京都品川区の戸越銀座地区出身。アメリカ国籍。愛称はJesse、Jes、J、空くん、竹ちゃん、ジェシ夫など。日本名は竹中 空人（たけなか そらと）である。アーティスト名は「JESSE」の他に「SORA3000 (SORASANZEN)」、「JROC」、「MR.13」、「大和EMCEE」、「SORATO」などという別名がある。既婚。2児の父。

## 人物
父はロックギタリストのChar、母は作詞家で元モデルのKanna S. McFaddin 。
最初に入学したインターナショナル・スクールは、ほぼ全ての科目を英語のみを用いて授業を行うため、当時まだ英語が不得手だったJESSEは授業についていくことが困難だった。小学2年生の時に留年し退学となり、その後ずっと1学年下で学生時代を過ごすこととなる。後にセント・メリーズ・インターナショナル・スクールへ転校。15歳頃にギターを始める。中学のときに退学となり、アメリカンスクール・イン・ジャパンへ転校し、卒業。父・Charのツアースタッフとして、楽器の搬入や物販などをしていたこともある。父への反発から、ロックではなくラップを始める。『仮面の忍者 赤影』や『女ねずみ小僧』に憧れ、将来は忍者になろうと思っていた。また、『今日から俺は!!』や『ビー・バップ・ハイスクール』や『魁!!男塾』などのいわゆるツッパリや不良少年を扱った漫画を好んで読んでいたこともあり、学校指定のブレザーの学生服ではなく、学ランを着て登校したことがある。
RIZEのツアーでは、ファンの一人をステージに上げて「カミナリ」を歌わせている。京都大作戦2012において、恒例通り観客の1人を指名したが、他のファンからも歌唱参加の申し出があったため「歌いたいやつ全員あがってこい」と煽ったところ、多人数がステージ上に殺到する事態となった。その際に使用したマイクの一つが破損したため、同ライブのドキュメント番組を視聴する人へのプレゼントにした 。
2015年6月15日、父・Charの還暦イブライブ武道館にゲスト参加、親子セッションを披露。
2020年5月、The BONEZのツアーより活動再開。また本名であるJesse McFaddinとしてソロ活動を開始。自身として初のソロ音源を配信リリース。12月11日にソロアルバム「Crescent」をリリース。

## バンド参加
- RIZE
- The BONEZ
- GICODE
- 着火マッチ - 山嵐の武史らと組んだバンド
- E.D.O.
- カイキゲッショク

## コラボレーション
1. AIR（車谷浩司） アルバム「Flying colors」（2001年3月14日） - スクラッチギター
2. Dt. 「TGS」（2001年10月17日）
3. drug store cowboy 「PLUS feat. 大和EMCEE」（2002年11月20日）
4. 宇頭巻 「FREE FALL feat. 竹中空人(大和EMCEE)」（2002年3月27日）
5. VALE TUDO CONNECTION 「BREAK」（藤沼伸一・DJ KRUSH・大和EMCEE）（2002年5月22日）
6. Crystal Kay 「hard to say」（2002年8月7日）
7. SPHERE of INFLUENCE 「M.O.S -Feat. SORA3000」（2002年10月30日）
8. RHYMESCIENTIST 「Breakthrough the Night feat. SORA 3000」（2002年11月29日）
9. SPHERE of INFLUENCE 「WALK THIS WAY feat. SORA3000」（2003年3月5日）
10. CRAZY TOWN 「DEJA VU」(feat. JROC a.k.a. Jesse)（2003年4月23日）
11. FIVEMAN ARMY 「SPIT」（2003年5月28日）
12. TIGERS FREAKS BAND 「Tigers Freaks-嵐は西から」（2003年8月26日）
13. OZROSAURUS 「Soul Dier feat. SORASANZEN」（2006年3月15日）
14. L-VOKAL 「プロタゴニスト Feat. SORASANZEN, Shen」（2006年3月29日）
15. KENKEN of INVEDERS 「極めジャパン feat 空人 & SYZA」（2006年6月21日）
16. 米米CLUB 「Just U'06」（2006年8月23日） - 「E-ヨ」のc/w
17. ZEEBRA 「Not your boyfriend feat. JESSE(RIZE)」（2007年9月19日）
18. AI　「SCREAM feat. JESSE from RIZE」（2009年3月3日）
19. セックス・ピストルズ　トリビュート 「怒りの日 - Problems」（2009年03月25日）
20. ラッパ我リヤ　「ULTRASUPERSTAR feat. JESSE (RIZE)」 - アルバム「MASTERPIECE」（2009年4月8日）
21. DJ YUTAKA「Brown Sugar」 feat. JESSE & DAG FORCE（2009年09月16日）
22. UZUMAKI　「RUSH feat. JESSE (RIZE)」（2009年10月7日）
23. SYZA 「REBEL feat. SORATO」（2009年10月21日）
24. カイキゲッショク 「BUSTERS feat. YOSHIYA, ZEEBRA, JESSE」（2009年10月21日）
25. NYCCA 「BRAVE feat. JESSE (RIZE)」 - アルバム「Nycca Presents Cookie」（2009年11月4日）
26. 山嵐「fellowship 〜湘南音祭のテーマ〜 feat. JESSE & Kj」（2010年6月21日） - ダウンロードのみ
27. T.M.Revolution「IMITATION CRIME」 - アルバム「UNDER:COVER 2」（2013年2月27日）
28. TOTALFAT「We Sing Everyday For Hometown」 - アルバム「COME TOGETHER, SING WITH US」（2015年7月1日）
29. NAMBA69「LET IT ROCK」 - アルバム「LET IT ROCK」（2015年8月2日）
30. Crystal Lake「BLACK AND BLUE」 - アルバム「TRUE NORTH」（2016年11月30日）
31. Crossfaith「Rockstar Steady」 - シングル「FREEDOM」（2017年8月2日）
32. NOISEMAKER「Wings」（2018年7月25日）
33. KYONO「BREED」 - アルバム「YOAKE」（2018年10月17日）
34. Marz23「Break Me Down（feat.JESSE）」 - 配信シングル（2020年6月6日）
35. MY FIRST STORY「アンダードッグ feat.JESSE（The BONEZ / RIZE）」 - アルバム「V」（2020年8月12日）
36. Age Factory「Light off feat.JESSE」 - アルバム「Pure Blue」（2021年11月24日）

## 出演

### ラジオ
- MUSIC FREAKS（FM802、2000年10月 - 2001年9月）
- 竹中 sound shop（TOKYO FM、2006年4月 - 2006年9月）
- 全国コミュニティFM ラジオドラマスペシャル「99%ありがとう〜ALS患者ヒロからのメッセージ」（ミュージックバード、2014年12月28日） - ヒロ 役。原作の著者でALS患者の藤田正裕とJESSEはアメリカンスクール時代からの友人。

### CM
- 岡村製作所「ジュニアデスク」（1988年頃[要出典]） - このCM内でラップを披露している。
- SONY MD「Red Hot」（2000年）
- KW 四輪バギーカーの日本総代理店 RIDER'Z CAFE（ライダーズカフェ）
- 男性用フレグランスボディスプレーAxeと下着TENTとHMVのコラボ（2007年）

### アプリ
- iPhoneアプリ「KenKenが教えるベースギター#1」の英語版吹き替え出演（2013年）